# Conflict (dramaturgie)
De term conflict wordt in de klassieke dramaturgie gebruikt om een strijd tussen twee of meer drijfveren tussen personages of in één personage weer te geven. Om de verschillen daarin aan te geven is sprake van een horizontaal en een verticaal conflict.
Het begrip conflict is voor de klassieke dramaturgie noodzakelijk om een toneelvoorstelling vorm te geven. In de opbouw van het stuk, in de motieven van de personages is het steeds de motor of de katalysator van de gedragingen van die personages.

## Horizontaal conflict
Een conflict wordt horizontaal genoemd als de strijdende drijfveren tussen verschillende personages heerst. Bijvoorbeeld: Gerrit wil Marie zoenen, Marie wil net haar kunstgebit uitnemen en schoonmaken en heeft dus geen tijd om te zoenen.

## Verticaal conflict
Een conflict is verticaal (ook wel innerlijk conflict) wanneer het conflict binnen één persoon plaatsvindt. Gerrit wil graag Marie zoenen, maar wil niet dat Marie proeft dat hij net gerookt heeft. In dit geval is Marie niet actief betrokken bij het conflict.